# Ignatius Musazi
Kangaye Ignatius Musazi (* 1905 in Kawempe; † 1990) war ein ugandischer Politiker.
Er war 1947 Mitbegründer der Uganda African Farmer Union. 1949 erreichte die Organisation nach Protesten einen Handelsboykott für Baumwolle durch deren Produzenten. Dies führte allerdings zur Auflösung der Union. 1952 war Musazi an der Gründung des Uganda National Congress beteiligt.